# Liste der Gewässer in Uganda

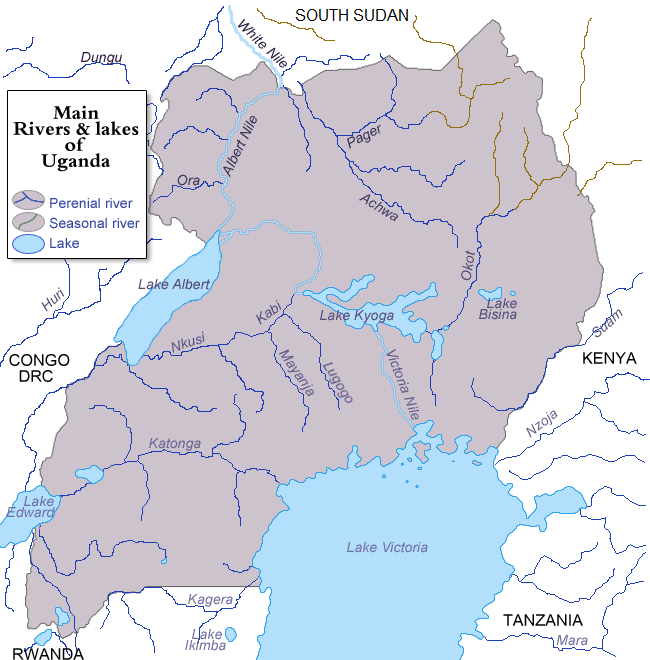
Übersicht über die wichtigsten Wasserläufe Ugandas

Uganda ist ein relativ regen- und gewässerreiches Land im Bereich des ostafrikanischen Seenhochlandes.

## Tierwelt
Bedeutende Speisefische sind die Tilapia, der Nilbarsch, Stachelwels, Kiemensackwels oder Schlammfisch, Lungenfisch und die als Trockenfisch geschätzte Victoriasee-Sardine. Sowohl die Nil-Tilapia als auch der Nilbarsch sind zwar in Uganda heimisch (Albertsee, Weißer Nil) wurden aber auch in vielen Gewässern Ugandas ausgesetzt, wo sie die ökologischen Nischen der dort ursprünglich vorhandenen Arten besetzt und diese verdrängt haben. Besonders der Nilbarsch (als Victoriabarsch im Speisefischhandel) wird für das größte Massenaussterben von Wirbeltieren seit Menschengedenken verantwortlich gemacht, da er hunderte von Buntbarscharten (Haplochromis) im Victoriasee zum Verschwinden gebracht hat.

## Ökologie
Das Einschleppen ursprünglich nicht heimischer Arten wie der Wasserhyazinthe oder des Nilbarsches haben die relativ empfindlichen Ökosysteme der Gewässer in Uganda stark gestört. Allerdings bewirkt auch die Rodung der Wälder zur Brennholz- und Holzkohlegewinnung und daraus folgend das Ausschwemmen der Humusschichten zur Eutrophierung der Gewässer bei, wodurch starke Wassertrübungen, übermäßiges Algenwachstum und schlimmstenfalls sauerstofffreie Zonen am Gewässergrund der Seen entstehen. Der Gebrauch von Pestiziden in der Landwirtschaft bewirkt nach starken Regenfällen immer wieder ein Massenfischsterben in manchen Seen. Auch die relativ häufigen Vulkanausbrüche im Südwesten des Landes und das Abregnen der Schwefelwolken führen zu gelegentlichen massenhaften Fischsterben in näher gelegenen Seen.

## Liste der Seen

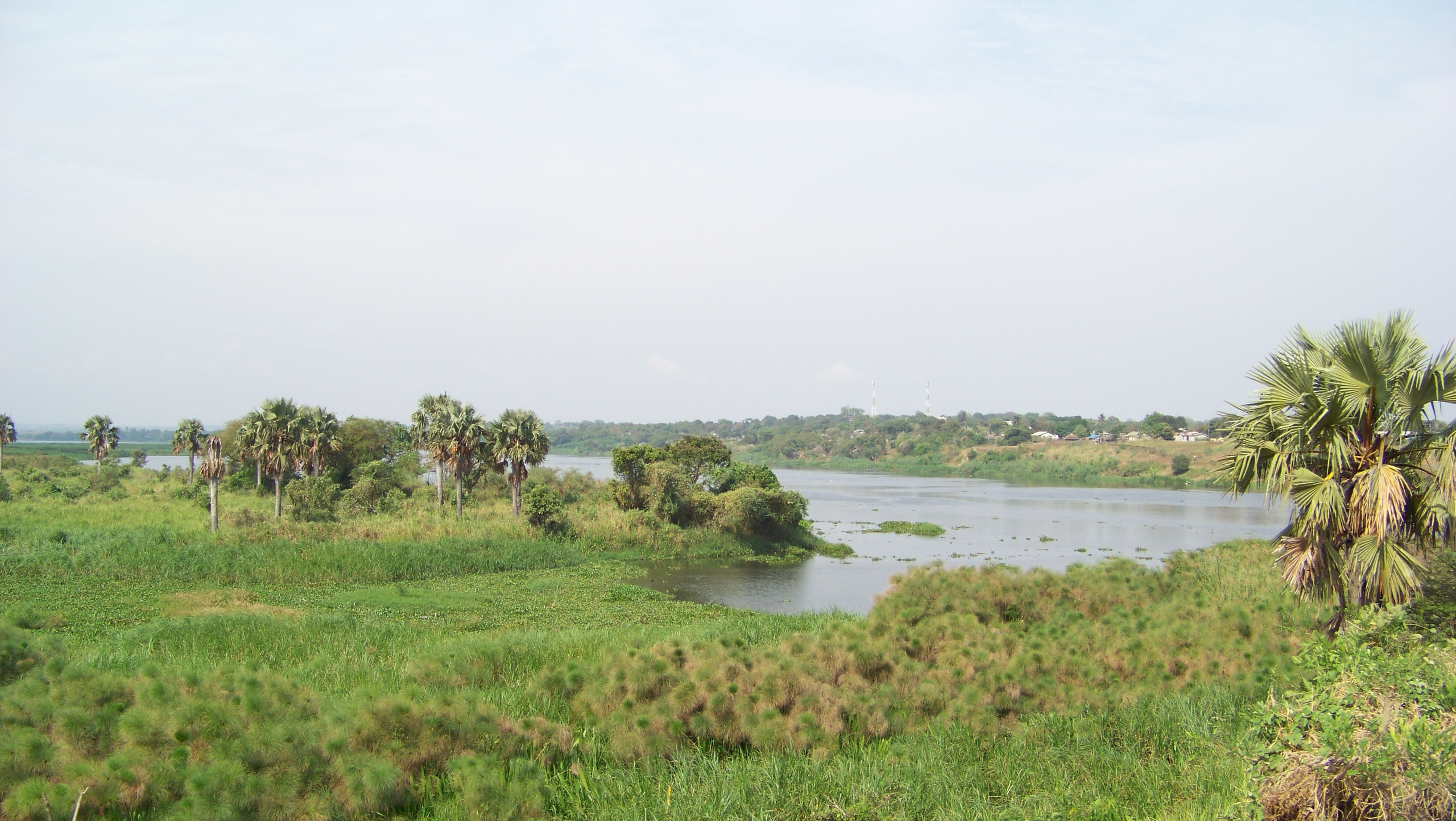
Albertsee beim Abfluss in den Albert-Nil

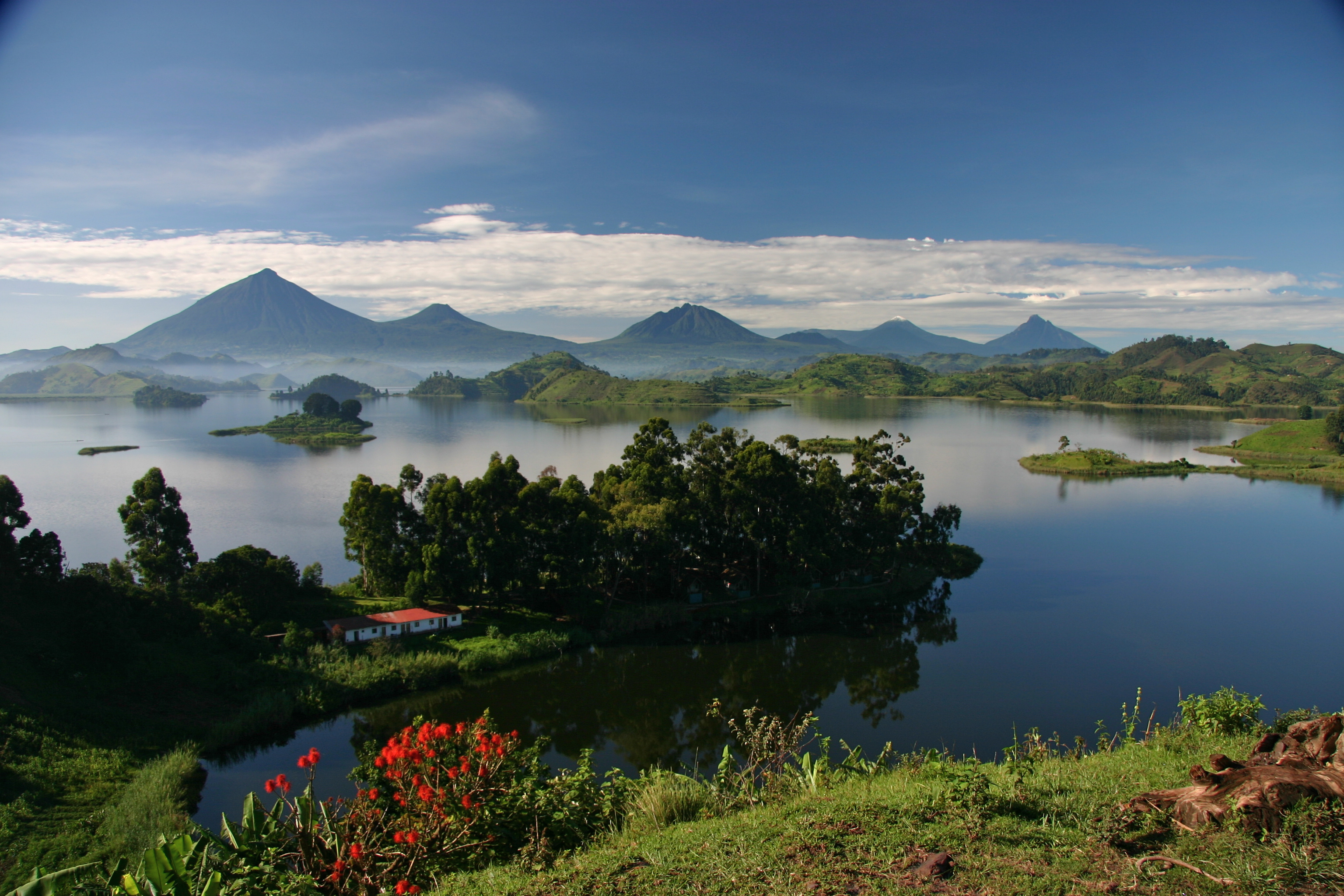
Mutandasee mit den Virunga-Vulkanen Muhabura, Gahinga und Sabinyo im Hintergrund (von links)

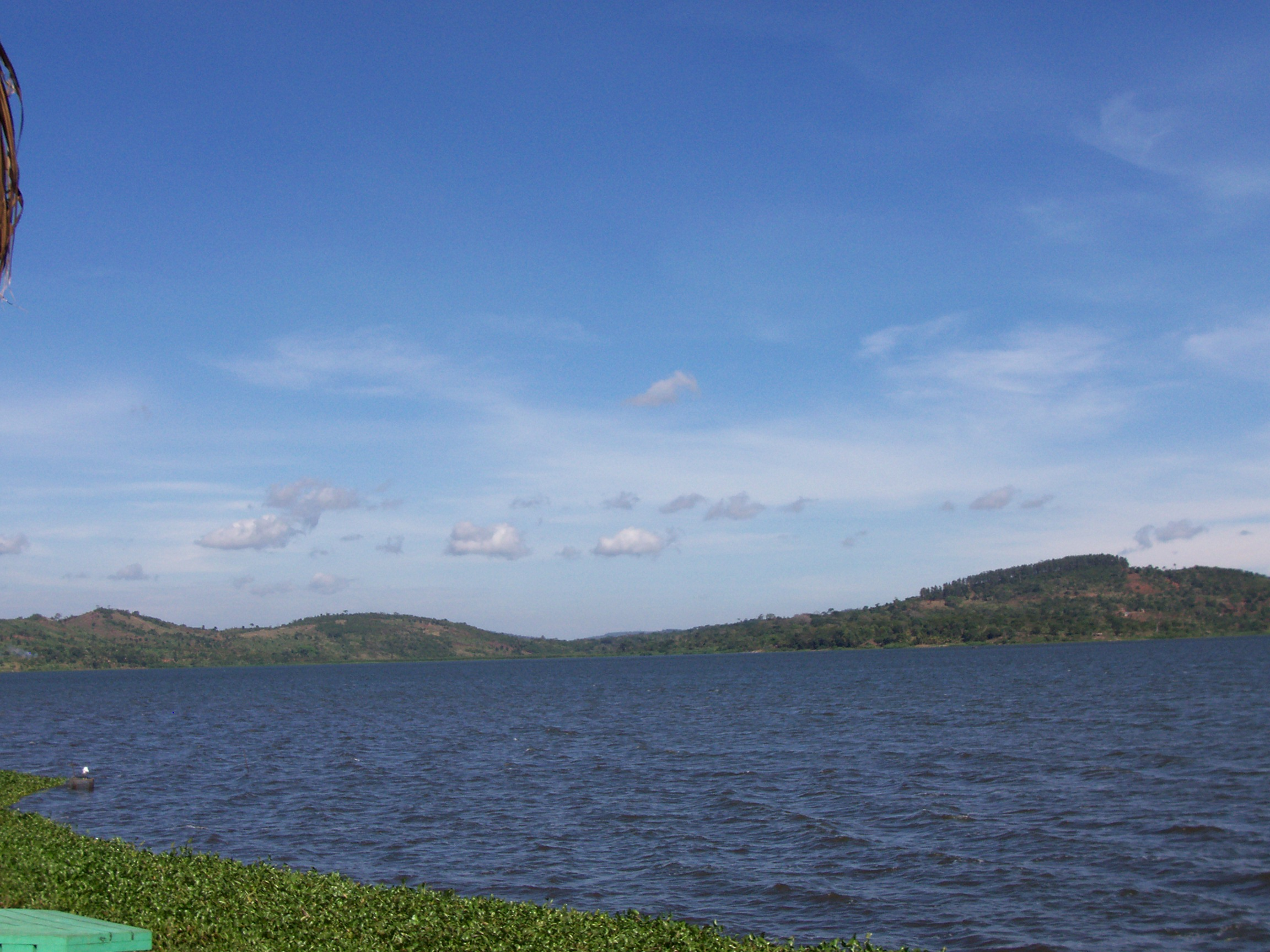
Küste vor Munyonyo in Kampala am Victoriasee

- Albertsee
- Bisinasee
- Bunyonyi-See
- Chibwerasee
- Eduardsee
- Georgsee
- Kacherasee
- Kijanebalolasee
- Kwaniasee
- Kyamwigasee
- Kyaningasee
- Kyogasee
- Mburosee
- Mugogosee
- Mulehesee
- Mutandasee
- Nabugabo-See
- Nakivalisee
- Nakuwasee
- Nawampasasee
- Nkurubasee
- Nyaguosee
- Nyamusingiresee
- Nyasalasee
- Opetasee
- Wamalasee
- Victoriasee

## Liste der Flüsse
Besondere Bedeutung unter den ugandischen Gewässern hat der Nil, der, als Kagera aus Ruanda kommend, die ugandische Grenze streift, um dann abermals aus Tansania kommend kurz hinter der Grenze in den Victoriasee mündet. Bei Jinja tritt er wieder aus ihm hervor und setzt als Victoria-Nil nordwärts bis zum Kyogasee seinen Weg fort. Nach dem Austritt aus dem See bis zur Grenze zum Südsudan nennt er sich schließlich Albert-Nil. Gemeinsam mit dem Victoriasee entwässert der Nil fast das gesamte Uganda mit Ausnahme der äußeren Ränder des Landes im Osten und Westen.

Detailkarte der Flusssysteme Ugandas

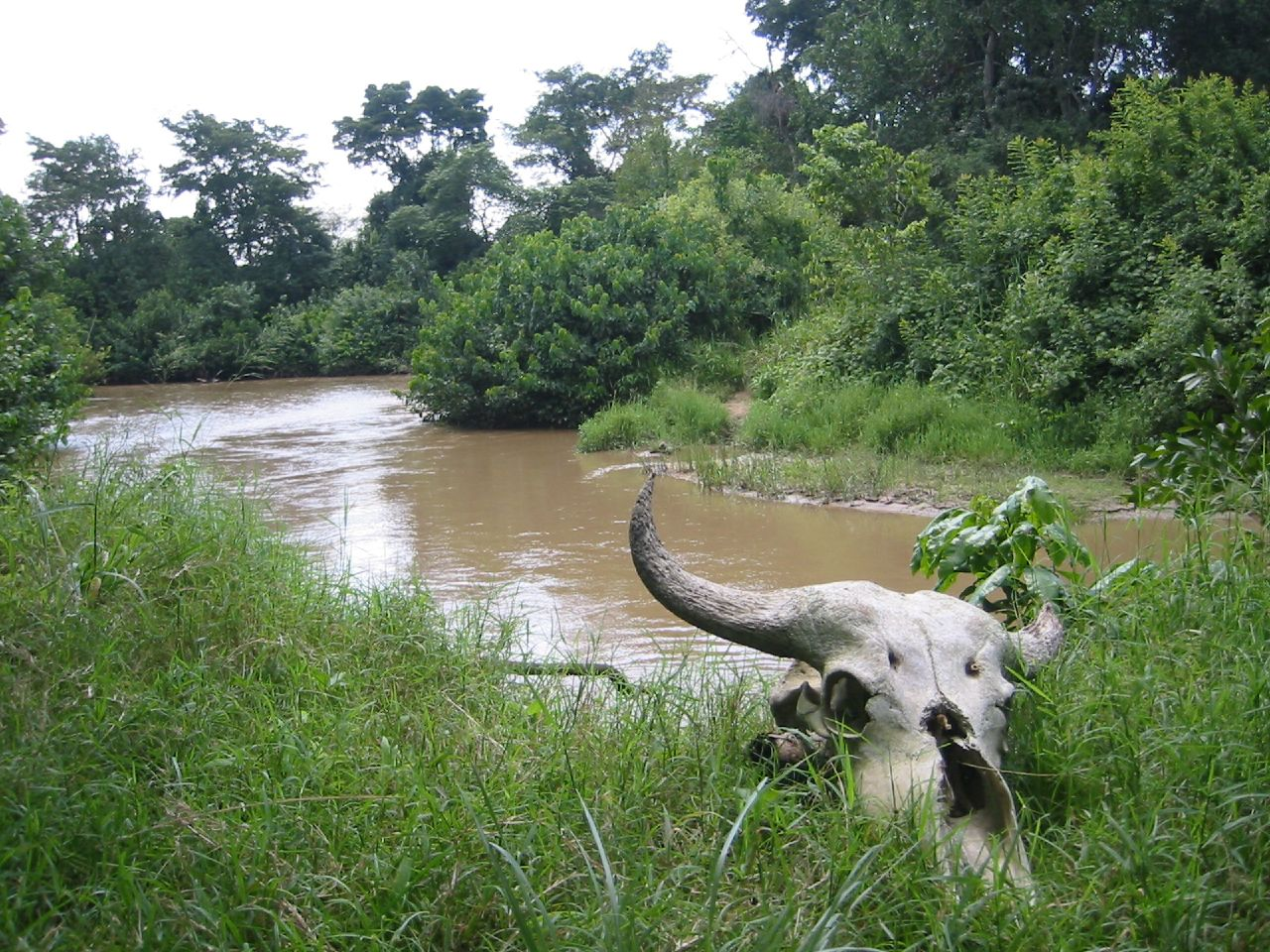
Der Ishasha bildet in seinem Unterlauf die Grenze zwischen Uganda und der Demokratischen Republik Kongo

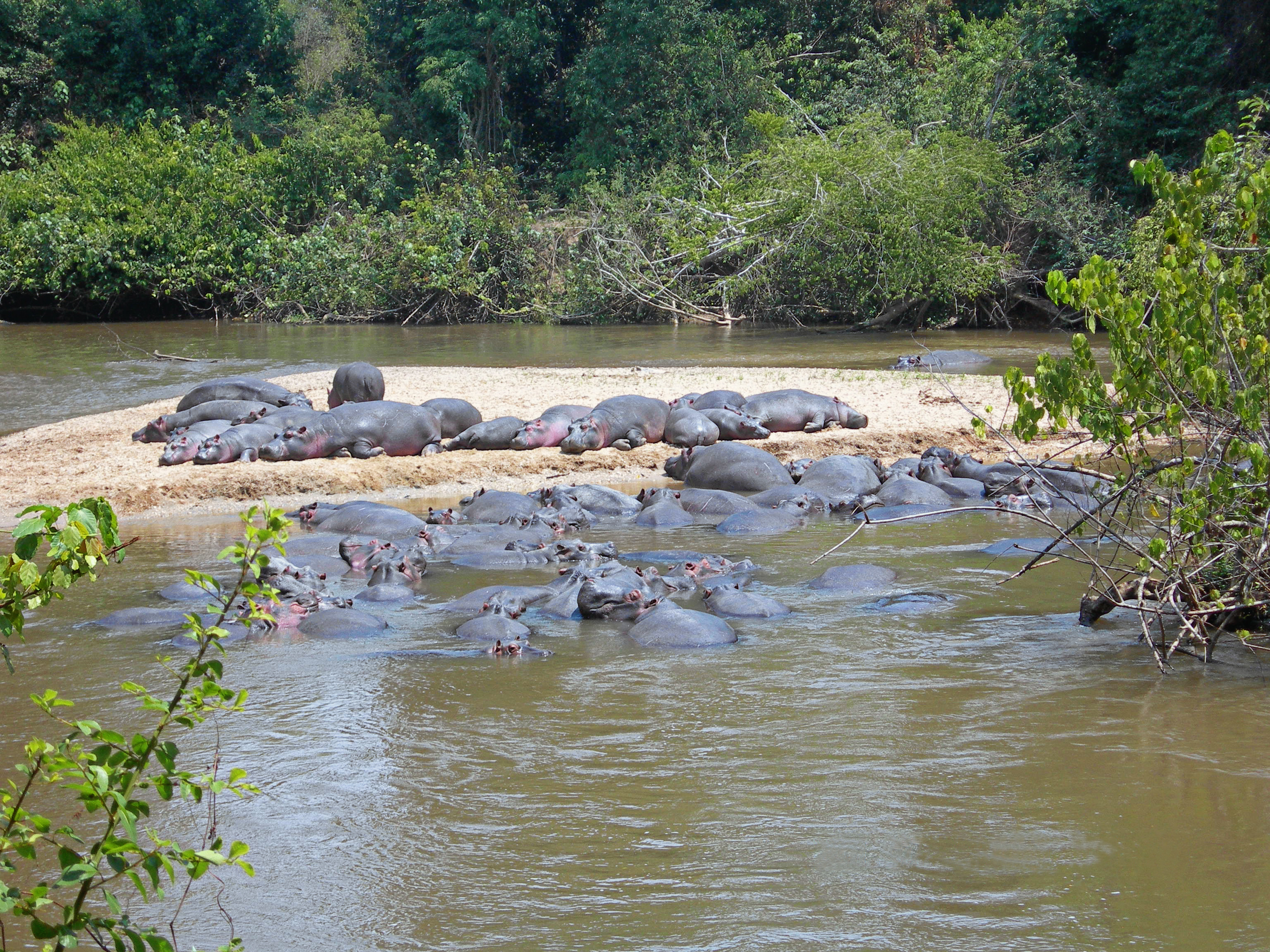
Flusspferde am Ishasha

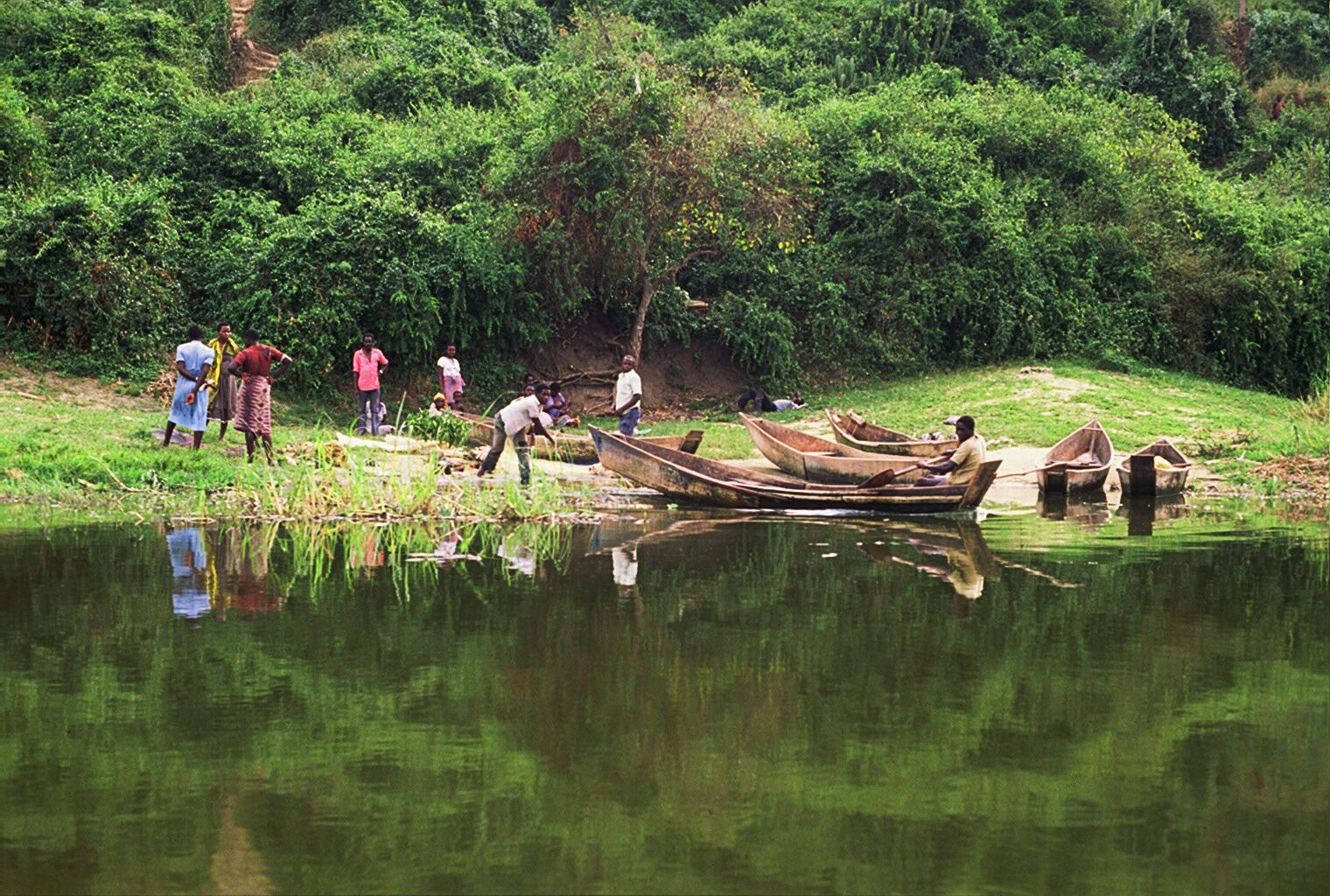
Fischer am Ufer des Kazinga-Kanals im Südwesten Ugandas

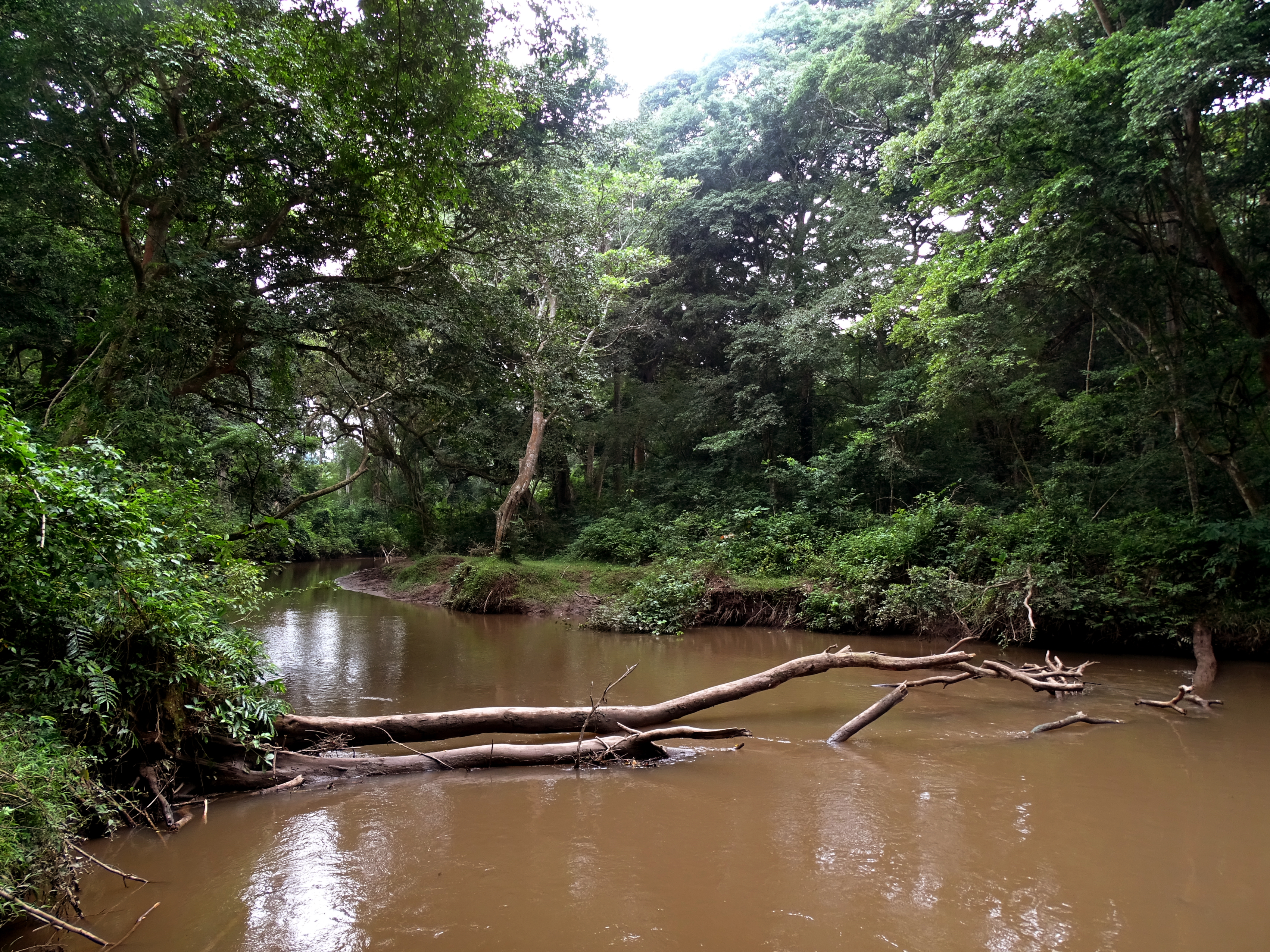
Kyambura, ein Zufluss des Kazinga-Kanals

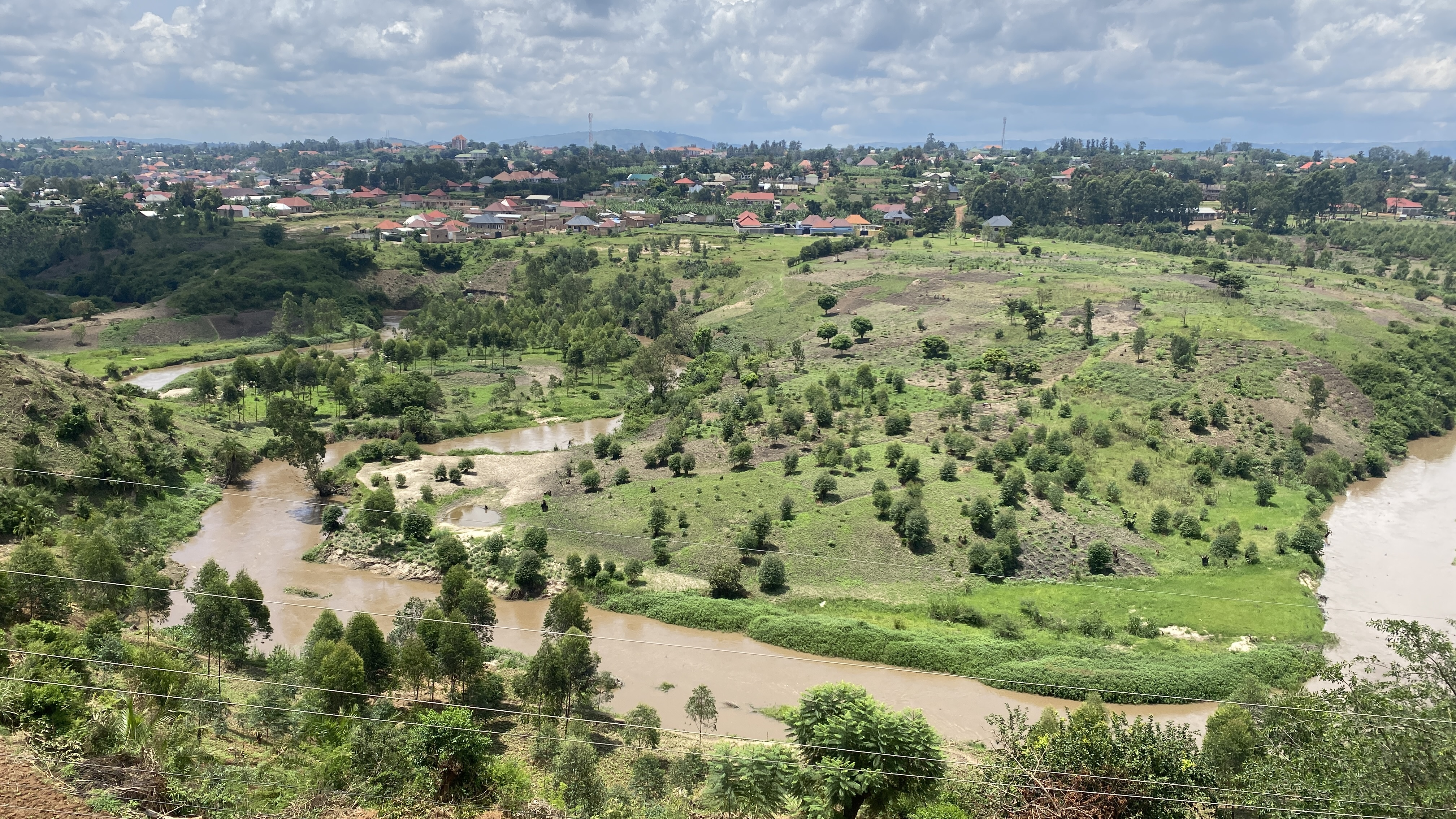
Ruizi in Mbarara

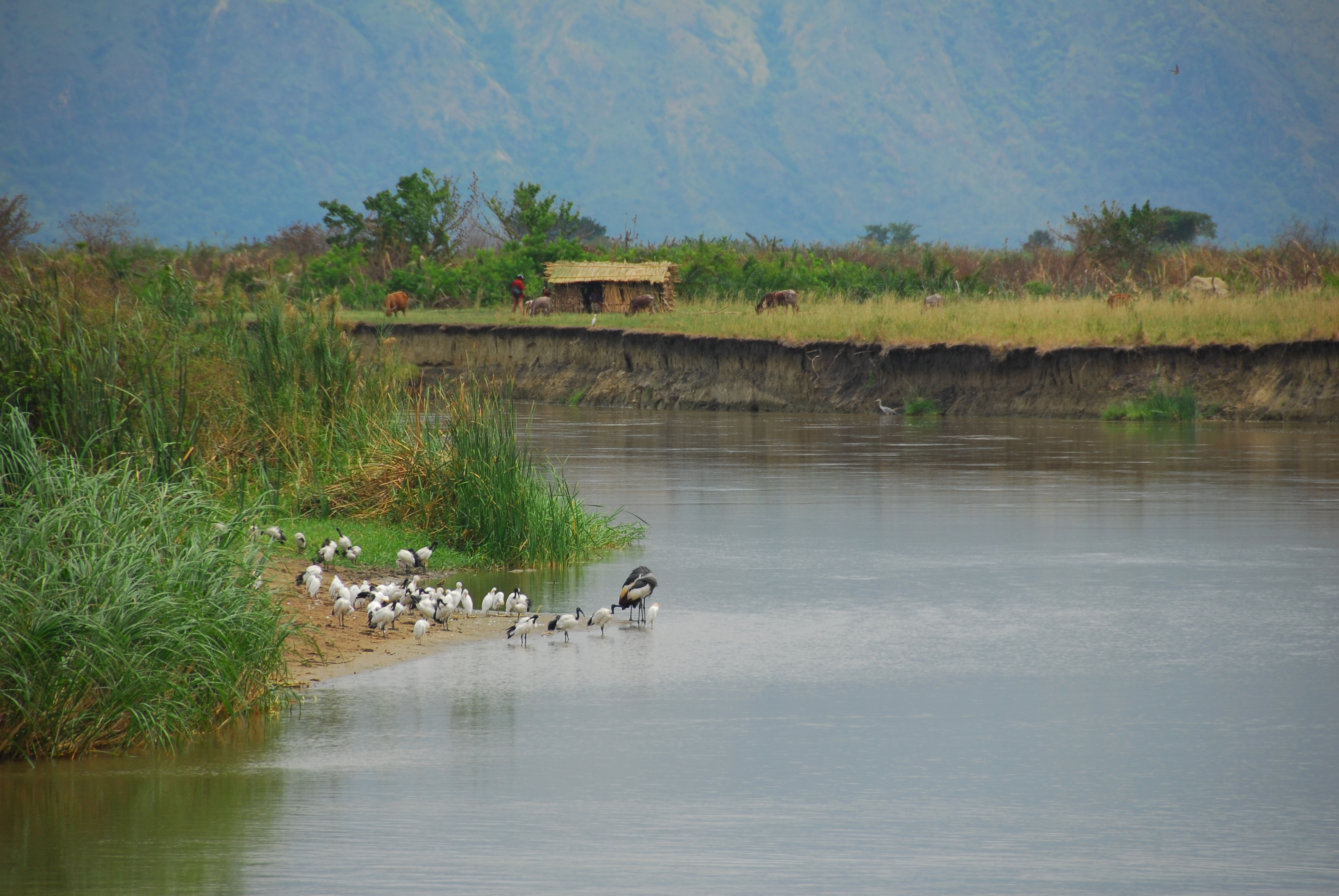
Semliki an der Grenze zur Demokratischen Republik Kongo

- Fluss → fließt in
- Nil
- Abalang → Kwaniasee
- Acha → Albert-Nil
- Achwa → Albert-Nil
- Adip → Kwaniasee
- Agago → Achwa
- Ajaki → Moroto
- Akokoroi → Bisinasee
- Alamachar → Okere
- Albert-Nil (Nilteil)
- Apa → Ome
- Aparro → Ngalalapolon
- Apule → Ngalalapolon
- Araca → Viktoria-Nil
- Aringa → Pager
- Asiya → Albert-Nil
- Ateng → Achwa
- Ayago → Viktoria-Nil
- Baya → Moroto
- Birira → Ntungwe
- Dopeth → Longiro
- Dwamanyanja → Mpanga
- Erudzi → Albert-Nil
- Howa → Albertsee
- Ibaralibe → Kizingu
- Ishasha → Munyaga
- Joliya → Waiga
- Jurej → Albert-Nil
- Kabobo → Kagera-Nil
- Kadokodot → Moroto
- Kafu → Albertsee
- Kagera-Nil (Nilteil)
- Kakinga → Nabakazi
- Kalinyang → Okok
- Kalokwanaethe → Akokoroi
- Kamagole → Kalinyang
- Kapelepelot → Lakalas
- Kapeta → Pager
- Katabok → Kadokodot
- Katolo → Albert-Nil
- Katonga → Nabakazi
- Katonga → Viktoriasee
- Kaya → Albert-Nil
- Kendra → Kochi
- Kibimba → Kitonga
- Kidepo → Südsudan
- Kii → Kochi
- Kiizi → Kafu
- Kiko → Viktoria-Nil
- Kipinyo → Pager
- Kitumbi → Kafu
- Kizingu → Kafu
- Kochi → Limika
- Kongorututui → Lakalas
- Koputh → Kalinyang
- Kyogya → Nabakazi
- Lakalas → Kapeta
- Limika → Albert-Nil
- Longiro → Koputh
- Lonyang → Pager
- Loyoro → Longiro
- Lugogo → Kafu
- Lwajiali → Sezibwa
- Mayanja → Kizingu
- Mayanja Kato → Mayanja Waswa
- Mayanja Waswa → Mayanja
- Minakulu → Viktoria-Nil
- Moroto → Achwa
- Mpanga → Georgsee
- Mpologoma → Nakuwasee
- Mukekemya → Nabakazi
- Munyaga → Edwardsee
- Musamya → Sezibwa
- Muzizi → Albertsee
- Nabajuzi → Katonga
- Nabakazi → Mpanga
- Nakaromarengak → Kamagole
- Namatala → Mpologoma
- Nangololekalale → Agogo
- Nara → Albert-Nil
- Narus → Südsudan
- Natapara → Kenia
- Natele → Ngalalapolon
- Natoo → Ngalalapolon
- Nchwera → Edwardsee
- Ngalalapolon → Alamachar
- Nkusi → Albertsee
- Ntungwe → Edwardsee
- Nyadiang → Pager
- Nyarwodo → Ora
- Nyimur → Ateng
- Oceke → Albert-Nil
- Okere → Akokoroi
- Okok → Akokoroi
- Okole → Viktoria-Nil
- Ome → Albert-Nil
- Omoro → Südsudan
- Omunyal → Kyogasee
- Omunyari → Akokoroi
- Ora → Albert-Nil
- Oripowi → Kenia
- Oruyubu → Rusangwe
- Oya → Nara
- Pager → Achwa
- Ruemamba → Rushango
- Rufuha → Kagera-Nil
- Rusangwe → Mpanga
- Rushango → Rusangwe
- Rutshuru → Eduardsee
- Rwempunu → Edwardsee
- Semliki → Albertsee
- Seri → Erudzi
- Sezibwa → Kyogasee
- Suam → Kenia
- Tangi → Albert-Nil
- Unyama → Albert-Nil
- Viktoria-Nil (Nilteil)
- Waiga → Albertsee
- Waisoke → Albertsee
- Waki → Albertsee
- Wambabya → Albertsee
- Wasa → Albertsee
- Zoka → Albert-Nil

## Wasserfälle

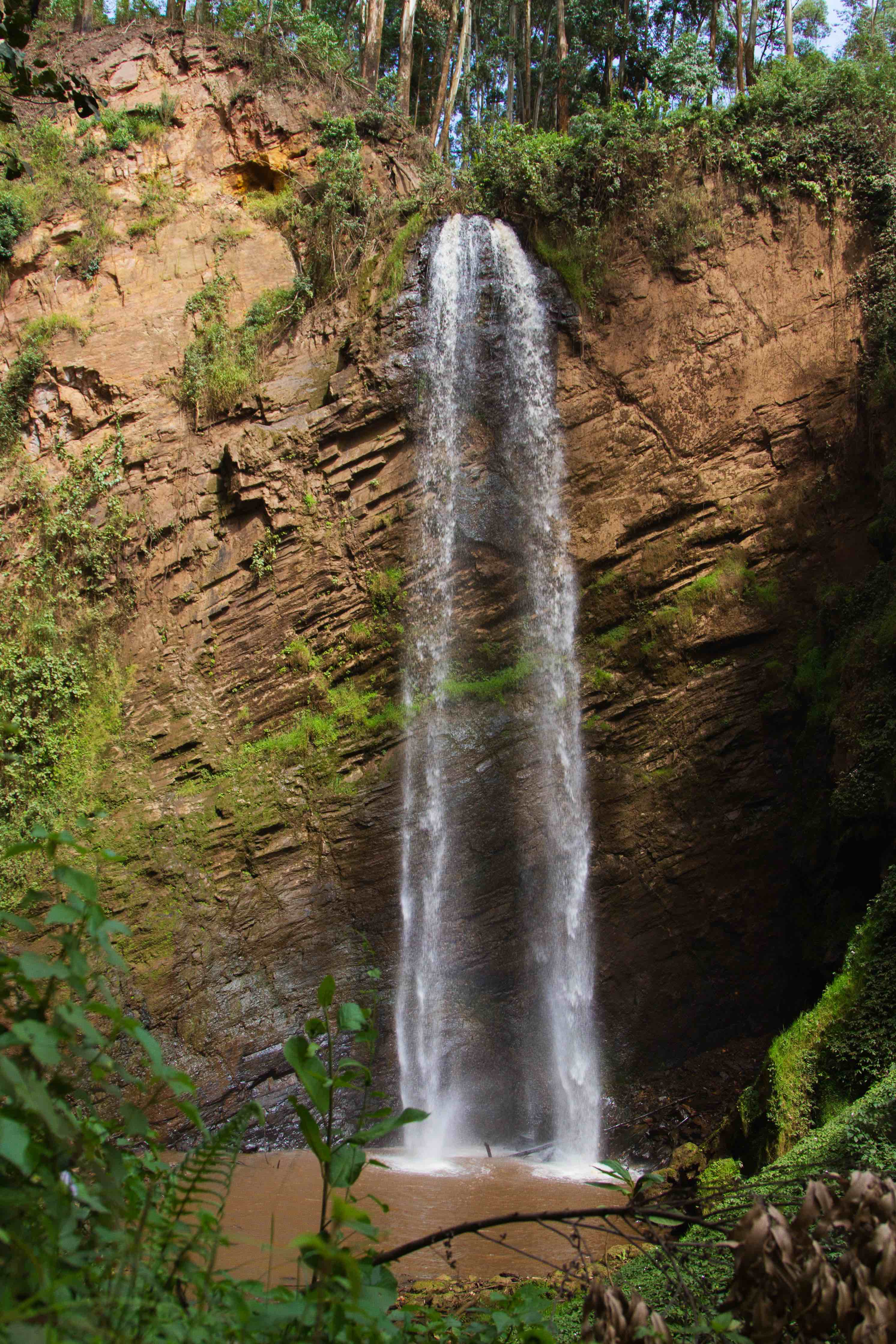
Kisiizi Falls
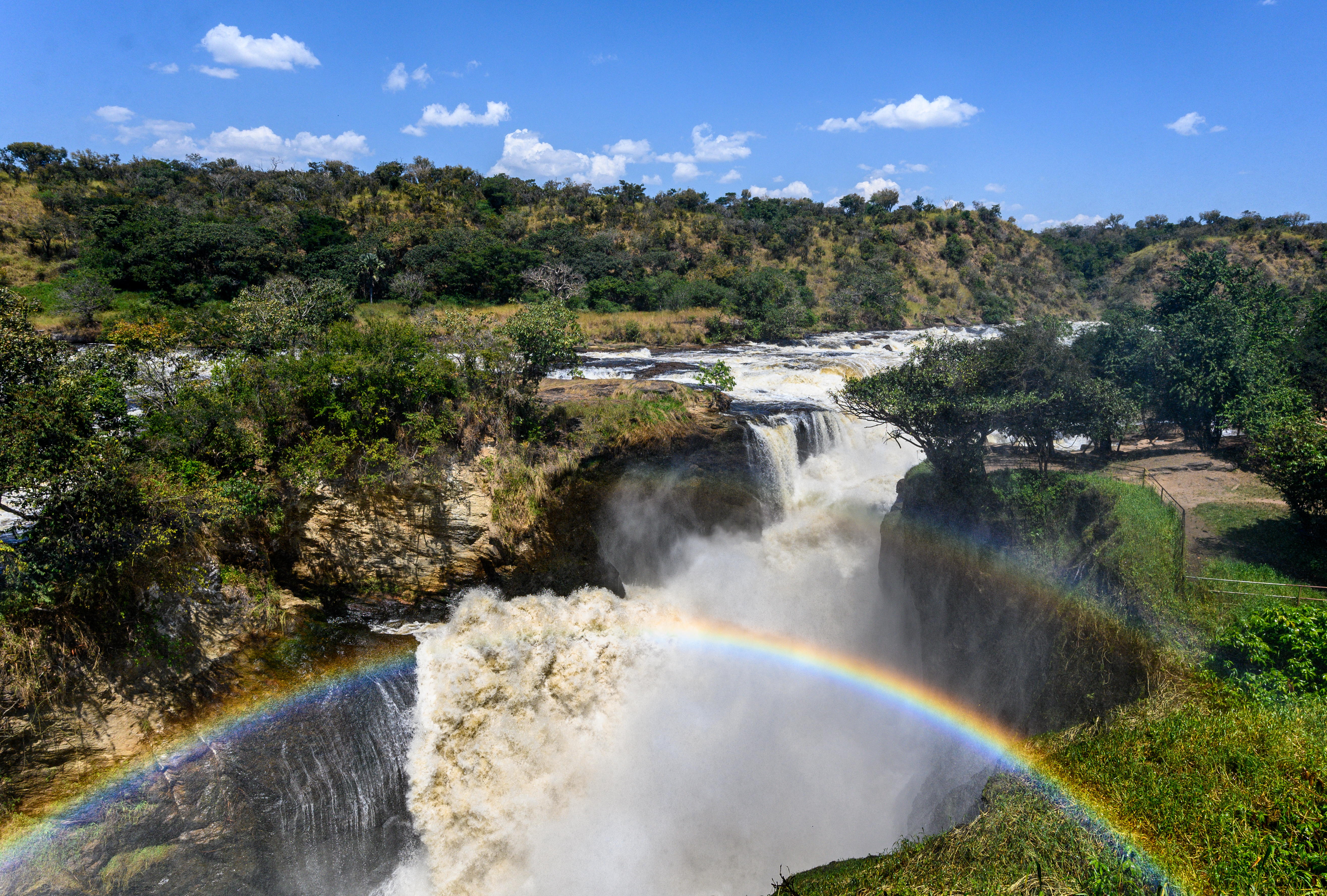
Murchison Falls
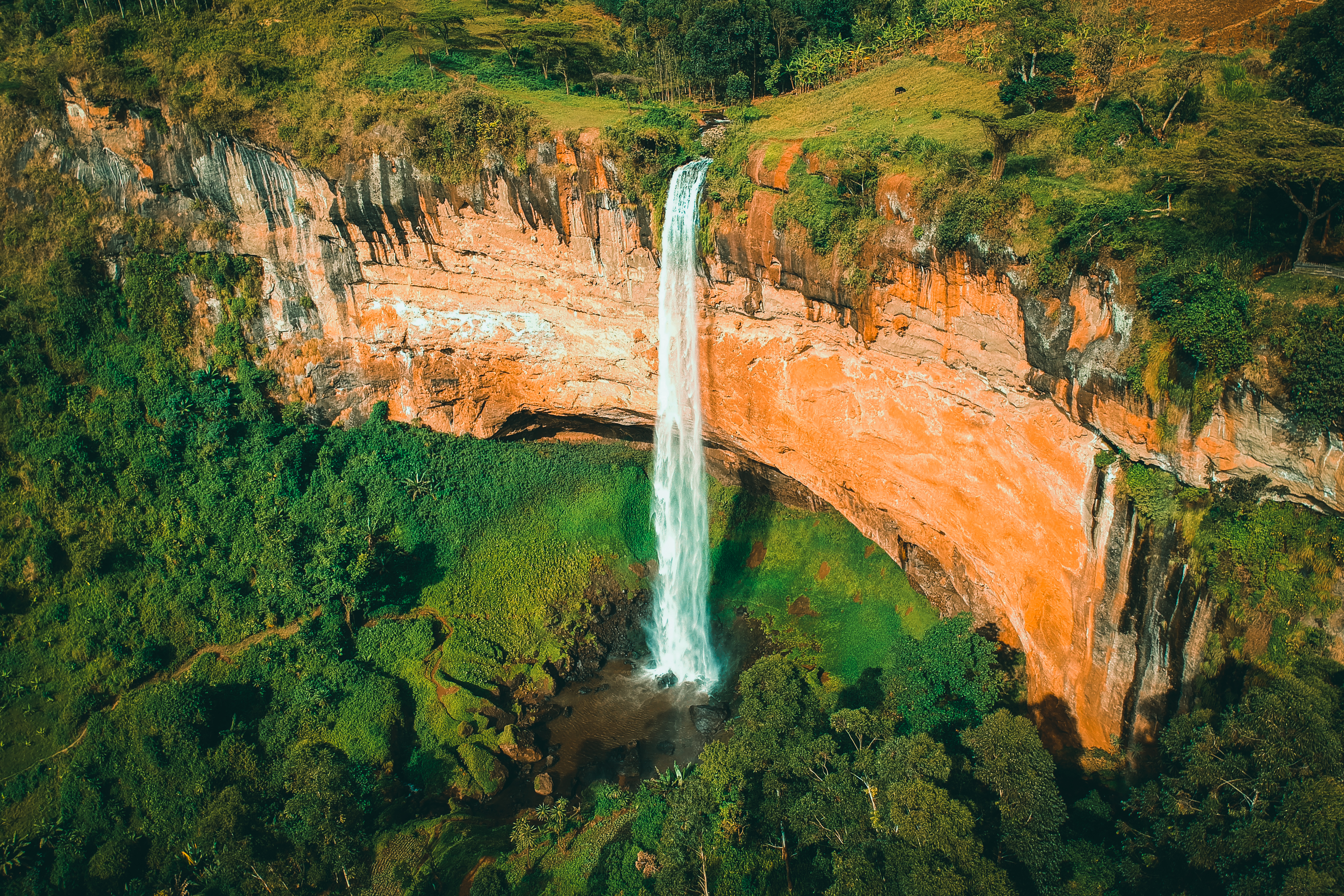
Der Hauptwasserfall der Sipi Falls
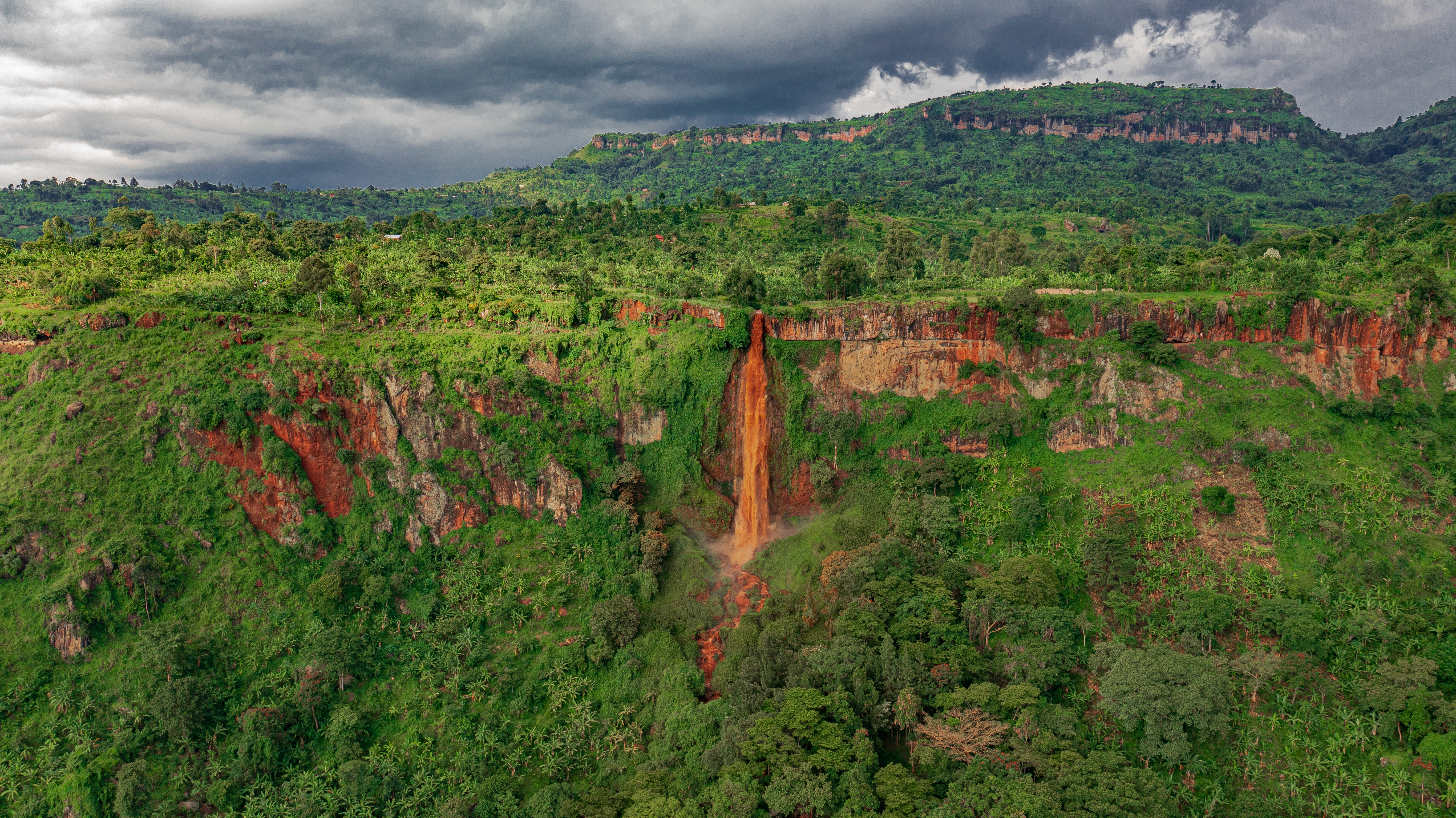
Sisiyi Falls

- Bujagali
- Karuma Falls
- Kisiizi Falls
- Murchison Falls
- Ripon Falls
- Sipi Falls
- Sisiyi Falls
- Ssezibwa Falls